# Os Garotos do Cemitério
Os Garotos do Cemitério é um romance de fantasia urbana para jovens adultos escrito por Aiden Thomas, publicado em 1º de setembro de 2020 pela Swoon Reads. O livro conta a história de Yadriel, um homem trans gay, latino e um brujo. Infelizmente, sua família não o reconhece como um homem, o que afeta seriamente sua habilidade de fazer magia.
A colocação do livro na lista dos mais vendidos do New York Times fez história por ser o primeiro livro da lista de um autor abertamente trans que apresenta um personagem transgênero.

## Recepção
Antes de Os Garotos do Cemitério ser lançado, ele foi nomeado um dos livros mais esperados de 2020 pela Book Riot, Tor.com, Goodreads, Paste Magazine e Bitch Media.
Após o lançamento, o livro foi nomeado um best-seller pelo New York Times e IndieBound e recebeu críticas estreladas da Publishers Weekly e Booklist. Também foi eleito o melhor livro do ano pela Publishers Weekly, NPR, e Barnes and Noble.
| Ano  | Prêmio                                                                      | Resultado   |
| ---- | --------------------------------------------------------------------------- | ----------- |
| 2020 | Prêmio Bram Stoker de Melhor Romance Jovem Adulto                           | Nomeado     |
| 2020 | Prêmio Goodreads Choice de Fantasia e Ficção Científica Para Jovens Adultos | Nomeado     |
| 2020 | Prêmio Goodreads Choice Para romance de Estreia                             | Nomeado     |
| 2020 | Prêmio Nacional do Livro                                                    | Lista longa |
| 2020 | School Library Journal (SLJ) Top 10 Audiobooks de 2020                      | Top Ten     |
| 2021 | Prêmio Locus de Melhor Primeiro Romance                                     | Nomeado     |
| 2021 | Prêmio Lodestar                                                             | Finalista   |
| 2021 | Melhor Ficção Para Jovens Adultos da American Library Association (ALA)     | Top Ten     |
| 2021 | ALA Amazing Audiobooks Para Jovens Adultos                                  | Top Ten     |
| 2021 | Os Dez Melhores da ALA Teens                                                | Top Ten     |
| 2021 | Lista de Arco-Íris ALA                                                      | Top Ten     |